# Gum Springs (Arkansas)
Gum Springs – miasto w Stanach Zjednoczonych, w stanie Arkansas, w hrabstwie Clark.